# Bryum lonchophyllum
Bryum lonchophyllum là một loài Rêu trong họ Bryaceae. Loài này được Broth. mô tả khoa học đầu tiên năm 1897.